# 趙豪城
趙豪城（1969年7月2日—），別號趙大，曾任台灣愛爾達體育台體育總監暨棒球球評，及台灣FOX體育台美國職棒球評。

## 背景
趙豪城自小在台北市成長，曾就讀台灣大學，之後往美國紐約市立大學修讀政治學碩士課程，2008年開始任職美職賽事球評，亦從事撰寫相關評論文章的工作，獲球迷譽為台灣「美國職棒大聯盟」最好球評之一。其講評風格獨特且接近鄉民風趣，盡量兼顧有不同球迷的觀看權益與喜好，故此受到許多觀眾歡迎。
2009年初，趙豪城吃過公司尾牙，酒醉行經斑馬線時，遭到客運巴士撞倒和拖行三公尺，導致右側身體嚴重受傷，右手還併發感染而遭截肢。事後他入稟法院追討賠償，但該客運公司辯稱趙豪城當時酒測值高達1.2毫克，未走行人穿越道，任意闖紅燈穿越馬路，所以無需負責。至2011年1月10日，台北地方法院依照交通法規及行車事故鑑定委員會鑑定結果，裁定肇事公司違反「汽車駕駛人必須禮讓行人優先通行」，須向他賠償合共1327萬元新台幣。

## 經歷
- 愛爾達體育台美國職棒球評（2008年、2010年－2014年）
- 愛爾達體育台北京奧運棒球球評（2008年）
- 愛爾達體育台廣州亞運棒球球評（2010年）
- 愛爾達體育台第三屆世界棒球經典賽棒球球評（2013年）
- 愛爾達體育台體育總監（2014年 - 2016年）
- FOX體育台美國職棒球評（2016年 - 2019年）

## 外部連結
- 趙豪城的Facebook專頁
- ELTA TV – 高畫質體育台 - 趙豪城 （页面存档备份，存于）
- MLB趙大觀點 （页面存档备份，存于）
- 趙豪城（趙大） - 鏡週刊 Mirror Media 專欄 （页面存档备份，存于）